# Gusztáv Jány
Dans le nom hongrois Jány Gusztáv, le nom de famille précède le prénom, mais cet article utilise l’ordre habituel en français Gusztáv Jány, où le prénom précède le nom.
Vitéz Gusztáv Jány (né le 21 octobre 1883 à Rajka, et mort le 26 novembre 1947 à Budapest) était  un officier général de l'armée hongroise durant la Seconde Guerre mondiale.  Il commandait la Deuxième Armée hongroise à Stalingrad.
Condamné à mort après la guerre par le tribunal du peuple de Budapest, il a été fusillé. Il fut réhabilité par la Hongrie en 1993.

## Distinction
- Croix de fer (1939) 2e et 1re classe
- Croix de chevalier de la Croix de fer (31 mars 1943)